# Joroisselkä
Joroisselkä är en sjö i Finland. Den ligger i Jorois kommun i landskapet Södra Savolax, i den södra delen av landet, 270 km nordost om huvudstaden Helsingfors. Joroisselkä ligger 62 meter över havet.